# Chính sách thị thực của Belize

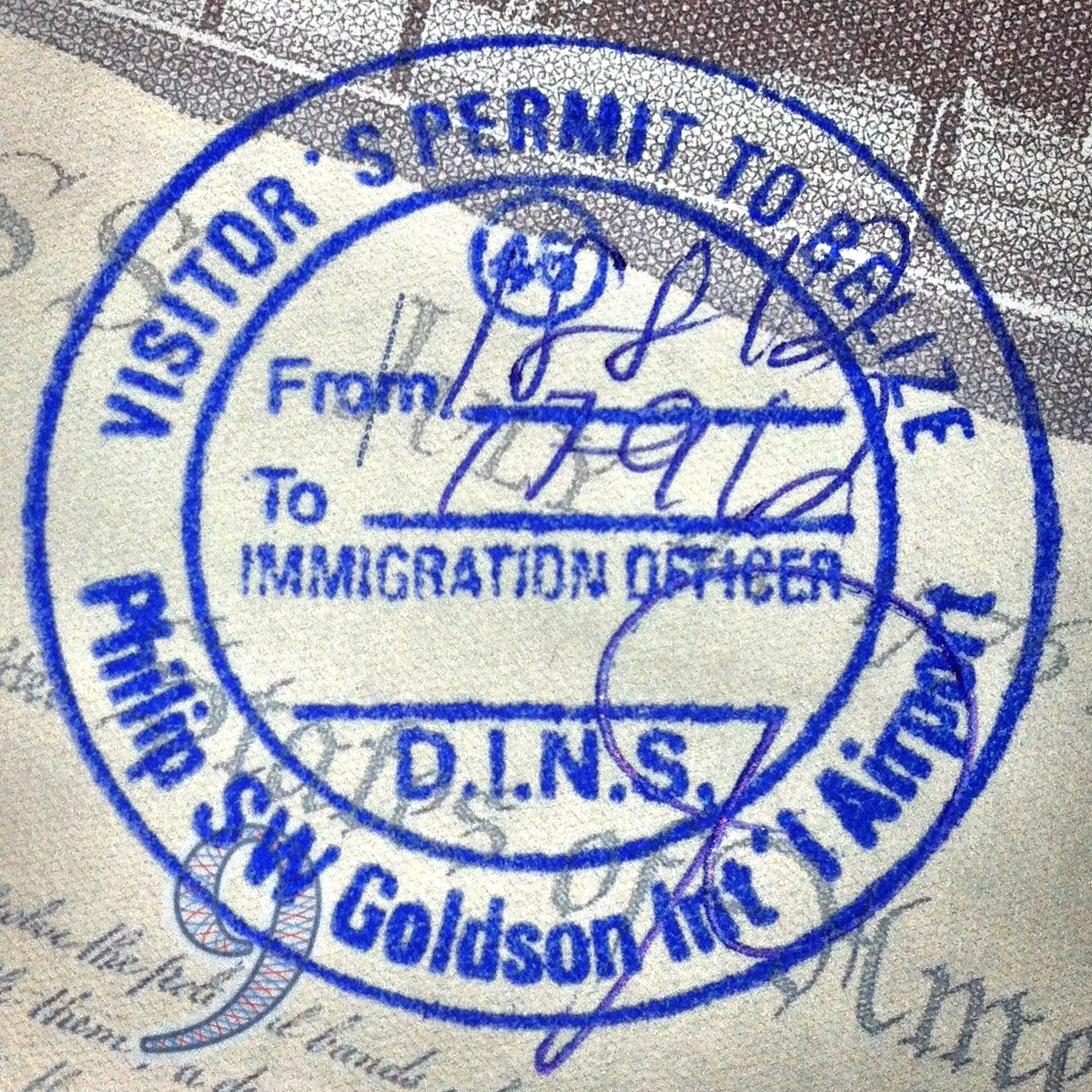
Dấu hộ chiếu Belize

Du khách đến Belize cần có thị thực trừ khi họ đến từ một trong những quốc gia được miễn thị thực. Tất cả du khách cần có đủ tiền, US$75 mỗi ngày, và giấy tờ cần thiết cho điểm đến tiếp theo của họ.

## Bản đồ chính sách thị thực

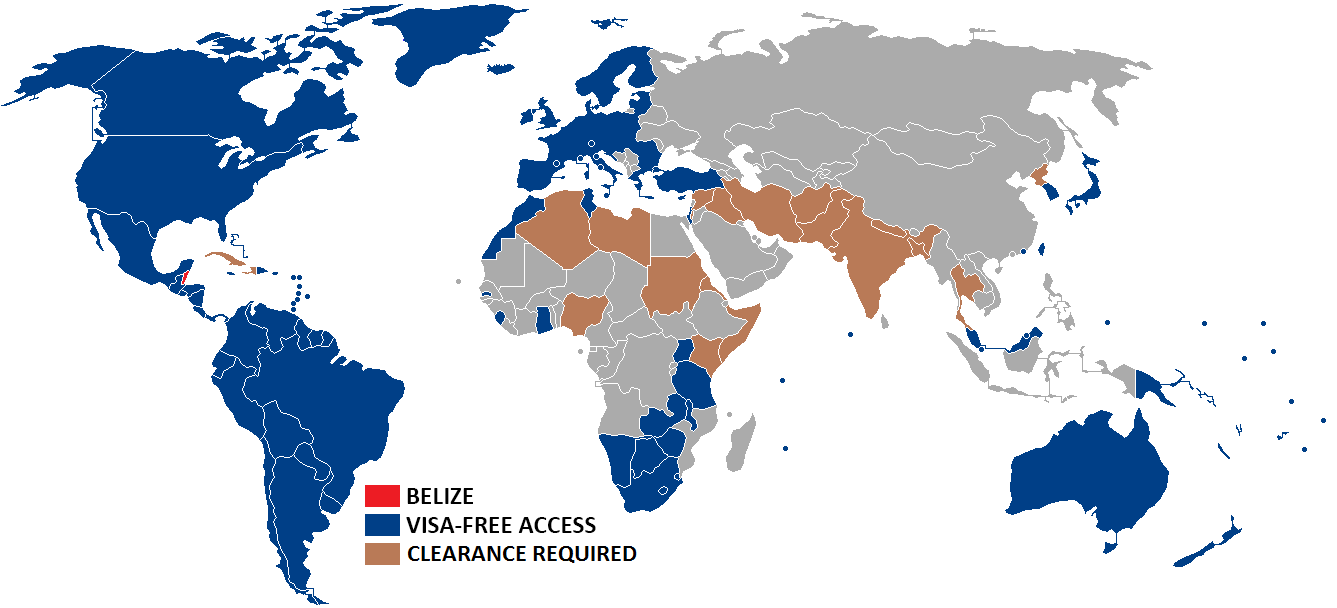
Belize
Miễn thị thực
Cần thị thực để đến Belize
Cần thị thực và séc để đến Belize

## Miễn thị thực
Người sở hữu hộ chiếu và giấy tờ du hành tị nạn cấp bởi 101 quốc gia và vùng lãnh thổ sau không cần thị thực để đến Belize.
| - Tất cả công dân Liên minh Châu Âu1 \| - Andorra - Antigua và Barbuda - Argentina - Úc - Bahamas - Barbados - Bolivia - Botswana - Brasil - Brunei - Canada - Chile - Colombia - Costa Rica - Dominica - Cộng hòa Dominica - Ecuador - El Salvador - Fiji - Gambia - Ghana \| - Grenada - Guatemala - Guyana - Holy See - Honduras - Hồng Kông - Iceland - Israel - Jamaica - Nhật Bản - Kiribati - Lesotho - Liechtenstein - Malawi - Malaysia - Maldives - Quần đảo Marshall - Mauritius - Mexico - Micronesia - Monaco \| - Maroc - Namibia - Nauru - New Zealand - Nicaragua - Na Uy - Palau - Panama - Papua New Guinea - Paraguay - Peru - Samoa - Saint Kitts và Nevis - Saint Lucia - Saint Vincent và Grenadines - Seychelles - Sierra Leone - Singapore - Quần đảo Solomon - Nam Phi - Hàn Quốc \| - Suriname - Swaziland - Thụy Sĩ - Đài Loan - Tanzania - Tonga - Trinidad và Tobago - Tunisia - Thổ Nhĩ Kỳ - Tuvalu - Uganda - Hoa Kỳ - Uruguay - Vanuatu - Venezuela - Zambia - Zimbabwe \| \| | | | |  |
| - Andorra - Antigua và Barbuda - Argentina - Úc - Bahamas - Barbados - Bolivia - Botswana - Brasil - Brunei - Canada - Chile - Colombia - Costa Rica - Dominica - Cộng hòa Dominica - Ecuador - El Salvador - Fiji - Gambia - Ghana | - Grenada - Guatemala - Guyana - Holy See - Honduras - Hồng Kông - Iceland - Israel - Jamaica - Nhật Bản - Kiribati - Lesotho - Liechtenstein - Malawi - Malaysia - Maldives - Quần đảo Marshall - Mauritius - Mexico - Micronesia - Monaco | - Maroc - Namibia - Nauru - New Zealand - Nicaragua - Na Uy - Palau - Panama - Papua New Guinea - Paraguay - Peru - Samoa - Saint Kitts và Nevis - Saint Lucia - Saint Vincent và Grenadines - Seychelles - Sierra Leone - Singapore - Quần đảo Solomon - Nam Phi - Hàn Quốc | - Suriname - Swaziland - Thụy Sĩ - Đài Loan - Tanzania - Tonga - Trinidad và Tobago - Tunisia - Thổ Nhĩ Kỳ - Tuvalu - Uganda - Hoa Kỳ - Uruguay - Vanuatu - Venezuela - Zambia - Zimbabwe |  |

1 - bao gồm tất cả các loại công dân Anh.
Người sở hữu hộ chiếu ngoại giao hoặc công vụ của Cuba và Haiti không cần thị thực.

## Clearance required
Ngoài thị thực, công dân của các quốc gia sau cũng cần chứng minh séc:
| - Afghanistan - Algeria - Bangladesh - Cuba - Eritrea - Haiti - Ấn Độ - Iran - Iraq - Kenya | - Triều Tiên - Libya - Nepal - Nigeria - Pakistan - Palestine - Somalia - Sudan - Syria |  |

## Phí hồi hương
Công dân của các quốc gia sau phải trả phí hồi hương (trừ khi được chú thích) BZ$1,200 (bằng với US$600) khi nhập cảnh:
- Bangladesh
- Trung Quốc – BZ$3,000
- Ấn Độ
- Pakistan
- Sri Lanka

## Thị thực thay thế
Cư dân vĩnh viễn và người sở hữu thị thực nhập cảnh nhiều lần của Hoa Kỳ cũng có thể xin thị thực tại cửa khẩu với phí US$50. 
Du khách sở hữu thị thực còn hiệu lực của quốc gia thành viên Schengen được miễn thị thực ở lại tối đa 90 ngày.

## Thống kê du Khách
Hầu hết du khách tới Belize đều đến từ một trong các quốc gia sau:
| Quốc gia       | 2013      | 2012      |
| -------------- | --------- | --------- |
| Hoa Kỳ         | 730.542   | 694.936   |
| Guatemala      | 160.479   | 162.954   |
| Canada         | 71.312    | 71.494    |
| Mexico         | 35.888    | 38.348    |
| Vương quốc Anh | 16.827    | 17.016    |
| Honduras       | 6.991     | 6.349     |
| El Salvador    | 6.918     | 6.237     |
| Trung Quốc     | 2.920     | 3.027     |
| Costa Rica     | 1.548     | 1.412     |
| Jamaica        | 1.241     | 1.325     |
| Tổng           | 1.131.082 | 1.119.670 |